# Spilogona trigonata
Spilogona trigonata är en tvåvingeart som först beskrevs av Zetterstedt 1838.  Spilogona trigonata ingår i släktet Spilogona och familjen husflugor. Arten är reproducerande i Sverige. Inga underarter finns listade i Catalogue of Life.